# Limnophila roraimicola
Limnophila roraimicola är en tvåvingeart som beskrevs av Alexander 1931. Limnophila roraimicola ingår i släktet Limnophila och familjen småharkrankar. Inga underarter finns listade i Catalogue of Life.